# Universitatea de Stat „Alecu Russo” din Bălți
Universitatea de Stat „Alecu Russo” din Bălți (USARB) este o instituție de învățământ superior, un centru științific, de instruire și cultură din nordul Republicii Moldova, care a dobândit prin realizările sale, în cei peste 60 de ani de activitate, o reputație de seamă, atât pe plan național cât și internațional, instruind specialiști calificați care activează în diverse domenii ale învățământului, științei și economiei naționale. Campusul universitar este plasat într-o manieră compactă (blocuri de studii, cămine, servicii) în centrul municipiului Bălți.

## Istoria
Istoria universității începe în anul 1945, când în corespundere cu Hotărârea Sovietului Comisarilor Poporului al U.R.S.S. (guvernul) nr. 470 din 14 martie 1945 „Despre măsurile de ajutorare a școlilor din R.S.S.M.”, Sovietul Comisarilor Poporului din R.S.S.M. prin Hotărârea sa nr. 532 din 12 iunie 1945 a deschis în orașul Bălți un Institut învățătoresc. La momentul înființării sale, Institutul învățătoresc era amplasat într-un singur bloc de studii al clădirii fostului Liceu de fete „Domnița Ileana” (actualul bloc de studii nr.1 de pe strada Pușkin), având un contigent de numai 120 de persoane . La institut activau două facultăți: Istorie și Filologie, Științe ale naturii și Geograﬁe, având un efectiv de 120 de studenți și 13 lectori .
Prin Hotărârea Consiliului de Miniștri al R.S.S.M. din 13 august 1953, Institutul învățătoresc din Bălți este reorganizat în Institut Pedagogic. Concomitent se creează facultățile de Filologie, Fizică și informatică și Limbi străine.
În anul 1959, Institutului Pedagogic din Bălți i se conferă prin Hotărârea Consiliului de Miniștri din 24 aprilie numele de „Alecu Russo” care, în calitatea-i de ostaș al propășirii, de animator al revoluției de la 1848 la Iași și Blaj, constituie figura emblematică a Universității.
După proclamarea independenței Republicii Moldova, la 21 mai 1992, Institutul Pedagogic din Bălți este reorganizat în Universitatea de Stat „Alecu Russo”.

Stema anterioară

Un salt esențial în lărgirea învățământului universitar îl constituie deschiderea, în anul de studii 1995-1996, a primei facultăți cu proﬁl nepedagogic - Facultatea de Economie și Drept (divizată în 1998 în 2 facultăți), pentru care în 2002 s-au dat în exploatare 2 blocuri de studii construite din surse ﬁnanciare proprii. În aprilie 2002, Universitatea a fost acreditată de Consiliul Național de Evaluare Academică și Acreditare, acordându-se categoria I .
De la fondarea universității, funcția de rector a fost ocupată de nouă profesori. În prezent, universitatea este condusă de Natalia Gașițoi. Primul rector a fost Vasile Ceban (1959-1961), el a fost înlocuit cu Ion Negru (1961-1967), apoi Ivan Borshevich (1967-1975) și Boris Coroliuc (1975-1986). Mai mult toate în funcția de rector a fost Nicolae Filip (1986-2007). Apoi, Eugeniu Plohotniuc (2007-2010), Gheorghe Popa (2010-2016), Ion Gagim (2016-2018), Natalia Gașițoi (2018—o.c.).

## Administrația
- Natalia Gașițoi – rector
- Lidia Pădureac – prim-prorector, prorector pentru activitate didactică
- Valentina Prițcan – prorector pentru activitate științifică și relații internaționale
- Anatolie Ceban – prorector pentru activitate administrativ-gospodărească

## Doctor honoris causa
Peste șase ani după reorganizarea Institutului Pedagogic în Universitate de Stat, a fost inițiată acțiunea, inerentă universităților clasice, de a omagia unele personalități merituoase ale contemporaneității. Deținătorii titlului Doctor honoris causa ai Universității din Bălți sunt :

## Facultăți
Universitatea include facultățile: 

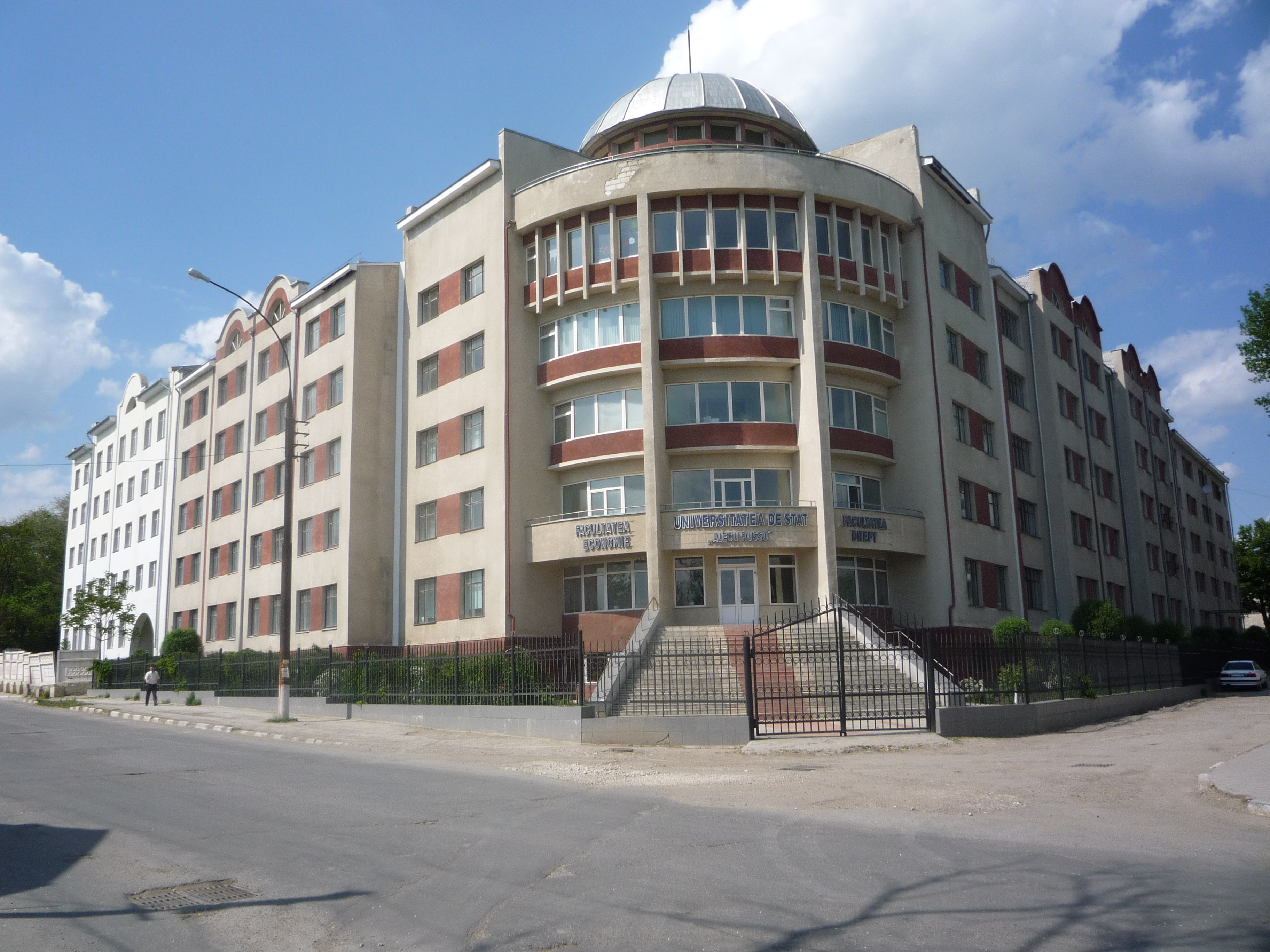
Sediul Facultății de Științe Reale, Economice și ale Mediului
și Facultății de Științe ale Educației, Psihologie și Arte

La 26 august 2013, în ședința extraordinară a Senatului, patru dintre cele opt facultăți existente la acel moment și-au încetat existența organizațională.
- Facultatea de Litere
- Facultatea de Științe Reale, Economice și ale Mediului
- Facultatea de Științe ale Educației, Psihologie și Arte
- Facultatea de Drept și Științe Sociale

## Bibliotecă
Biblioteca Științifică a Universității este una din cele două (Biblioteca Științifică „A. Lupan” a Academiei de Științe) instituții din Republica Moldova, posesoare a unei clădiri special proiectate și construite pentru bibliotecă și include 12 săli de lectură și 4 săli de împrumut, inclusiv inclusiv:  Mediateca, Serviciul Referințe Bibliografice, Centrul de Documentare al ONU, Centrul de Informare al Uniunii Europene (EUi), Colecția  Biroului Consiliului Europei în Moldova, Bibliotecă Depozitară Regională a Băncii Mondiale. Colecția enciclopedică constituie 277700 de titluri în 1 019 789 exemplare în 42 de limbi, inclusiv 144 079 de publicații periodice, 2 664 documente AV; 486 CD, DVD. Anual sunt abonate peste 500 titluri de publicații periodice și achiziționate peste 13 000 documente noi. Documentele în limba română constituie 23,45 %, cele în limba rusă 64,10% în limbile străine 12,45%. La bibliotecă sunt înscriși 13 mii de utilizatori cu circa 500 000 de vizite anuale și un împrumut de 1,3 milioane de tranzacții. În ultimii ani au fost inaugurate Centrului de Documentare al ONU, Filiala Institutului Goethe - București, Clubul Bibliotecarilor universitari bălțeni Biblio Spiritus,  Filiala Comitetului Helsinki.
În 1989 a început procesul de informatizare a bibliotecii. A fost constituită o rețea locală de calculatoare, s-au instalat diverse programe pentru crearea bazelor de date. În fine s-a optat pentru programul TINLIB, care a permis perfecționarea  catalogului electronic, a îmbunătățit instrumentul de căutare, asigurarea unui împrumut eficient și rapid. În anul 2004, au fost instalate 25 de calculatoare în Mediatecă, toate fiind conectate la Internet pentru lucrul individual al studentului.

## Departamente
- Departamentul pentru activitatea științifică
- Departamentul pentru activitate didactica
- Departamentul pentru învățământ cu frecvență redusă și formare continuă
- Departamentul Resurse Umane
- Departamentul Relații Internaționale și Integrare Europeană
- Direcția Tehnologii Informaționale

## Învățământ preuniversitar
- Liceul Teoretic „Ion Creangă”
- Colegiul Pedagogic „Ion Creangă”